# Казань-Пассажирская
Казань (тат. Казан) — железнодорожная станция Казанского региона Горьковской железной дороги, расположена в городе Казани.

## История

### История вокзала станции
Железнодорожный вокзал был открыт спустя некоторое время после прихода в город в 1893 году Московско-Казанской железной дороги. С советского времени[уточнить] вокзал находится в ведении Казанского отделения Горьковской железной дороги. В настоящее время находится под управлением Горьковской региональной Дирекции железнодорожных вокзалов — структурного подразделения Дирекции железнодорожных вокзалов — филиала ОАО «РЖД».
В 1992 году главное здание претерпело сильный пожар и было восстановлено к 1997 году. К празднованию тысячелетия города, в 2005 году, планировалась большая реконструкция вокзала с сооружением над путями остеклённых зала ожидания и спусков, но реализованы были только реконструкция пригородного здания и площади.
От вокзала действует железнодорожная радиальная 21-километровая линия в аэропорт городского поезда, которая обслуживает южные городские посёлки и аэропорт, а ранее была линией Аэроэкспресса, сооружённой к Универсиаде 2013 года.
Также к Универсиаде в другой части города построен мультимодальный транспортно-пересадочный узел «Казань-2».

### Пригородный павильон
Павильон обеспечения пригородного сообщения вокзала Казани был возведён в 1967 году. Спустя почти 40 лет был полностью перестроен. Изначально проектировал вокзал Мунир Хасьянович Агишев, а проект перестройки выполнил Виталий Павлович Логинов.
По проекту 2004 года, предполагалось содрать с торцевой стены знаменитое сграфитто «Казань — столица Советской Татарии», так как предполагалось, что оно диссонирует с декоративной башенкой на крыше. Тем не менее картину удалось сохранить, и обновлённый вокзал был открыт летом 2005 года, перед празднованием тысячелетия Казани.

## Вокзал станции
Железнодорожный вокзальный комплекс станции Казань (Казань-1) находится на Привокзальной площади в центральной части Казани и включает в себя главное здание (памятник архитектуры 1896 года и достопримечательность города, архитектор Генрих Руш), пригородный терминал (построенный в 1967 году и реконструированный в 2005 году) и сервисное здание с кассами дальнего следования, а также ряд служебных построек (все построены в конце XX — начале XXI века). Казанский вокзал обслуживает 36 пар поездов дальнего следования, в том числе 13 — местного формирования, а также электропоезда и дизель-поезда (рельсовые автобусы), отправляемые с соответствующих тупиковых платформ в западном и восточном направлениях. Всего за год вокзал обслуживает более 8 млн пассажиров. Вокзал имеет 15 путей, несколько низких платформ и крытый надземный переход-конкорс над путями, с лифтами, работающими на всех основных платформах. Территория вокзала огорожена, вход на неё контролируется и доступен только имеющим билеты отъезжающим, прибывающим и сопровождающим. Для прохода к пригородным поездам используются турникетные комплексы в пригородном терминале и двух отдельно стоящих павильонах красного цвета у западной и восточной платформ. Через Привокзальную площадь проходят все виды городского общественного транспорта, кроме метро.
С 2014 года объявления по ГГС и выдача информации на табло производится информационной системой «Вестник». Объявления выдаются на трех языках: русском, английском и татарском. Фразы на первых двух озвучивает диктор Светлана Екименко, а на татарском — Ляйсан Файзуллина.

## Пассажирское сообщение

### Дальнее следование по станции
По графику 2021 года через станцию курсируют следующие поезда дальнего следования:
| Круглогодичное обращение поездов | Круглогодичное обращение поездов | Круглогодичное обращение поездов | Круглогодичное обращение поездов |
| № поезда                         | Маршрут следования               | № поезда                         | Маршрут следования               |
| -------------------------------- | -------------------------------- | -------------------------------- | -------------------------------- |
| 1 «Премиум»                      | Казань — Москва                  | 2 «Премиум»                      | Москва — Казань                  |
| 15 «Урал»                        | Челябинск — Москва               | 16 «Урал»                        | Москва — Челябинск               |
| 23 «Двухэтажный состав»          | Казань — Москва                  | 24 «Двухэтажный состав»          | Москва — Казань                  |
| 51                               | Ижевск — Нижний Новгород         | 52                               | Нижний Новгород — Ижевск         |
| 59 «Тюмень»                      | Нижневартовск — Москва           | 60 «Тюмень»                      | Москва — Нижневартовск           |
| 107                              | Нижневартовск — Волгоград        | 108                              | Волгоград — Нижневартовск        |
| 111                              | Круглое Поле — Москва            | 112                              | Москва — Круглое Поле            |
| 125                              | Казань — Самара                  | 125                              | Самара — Казань                  |
| 133 «Поволжье»                   | Казань — Санкт-Петербург         | 134 «Поволжье»                   | Санкт-Петербург — Казань         |
| 139                              | Барнаул — Адлер                  | 140                              | Адлер — Барнаул                  |
| 303                              | Алматы — Казань                  | 304                              | Казань — Алматы                  |
| 315                              | Ташкент — Казань                 | 316                              | Казань — Ташкент                 |
| 325                              | Пермь — Новороссийск             | 326                              | Новороссийск — Пермь             |
| 377                              | Новый Уренгой — Казань           | 378                              | Казань — Новый Уренгой           |
| 397                              | Киров — Казань                   | 398                              | Казань — Киров                   |
| 445                              | Екатеринбург — Кисловодск        | 446                              | Кисловодск — Екатеринбург        |

| Сезонное обращение поездов | Сезонное обращение поездов   | Сезонное обращение поездов | Сезонное обращение поездов   |
| № поезда                   | Маршрут следования           | № поезда                   | Маршрут следования           |
| -------------------------- | ---------------------------- | -------------------------- | ---------------------------- |
| 475                        | Казань — Имеретинский курорт | 476                        | Имеретинский курорт — Казань |
| 491                        | Казань — Адлер               | 492                        | Адлер — Казань               |
| 509                        | Казань — Новороссийск        | 510                        | Новороссийск — Казань        |
| 515                        | Ижевск — Анапа               | 516                        | Анапа — Ижевск               |

- Пригородное здание
- Административное здание
- Новый корпус
- Здание вокзала зимой.
- Электропоезд ЭС1 «Ласточка», использовавшийся во время Универсиады 2013 на линии Аэроэкспресса в Казани.
- Вокзал во время проведения Всемирной Универсиады в 2013 году.
- Главное и пригородное здания в ночной подсветке